# 미국철학학회
미국철학학회(영어: American Philosophical Society, APS)는 1743년 미국 필라델피아에서 설립되었으며, 국제적으로 저명한 학술 조직체이다. 이 학회는 연구와 회의 그리고 출판을 통하여 유용한 지식을 가지고 학문의 발전을 추구한다. 미국에서 처음으로 발족된 학술단체이며 270년 동안 미국의 문화와 지적 삶에 중요한 역할을 하고 있다.
박물관이 된 철학은 현재 독립역사공원내 독립기념관 (미국) 바로 동쪽에 위치하고 있으며 1965년 미국 국립역사기념물로 지정되었다.

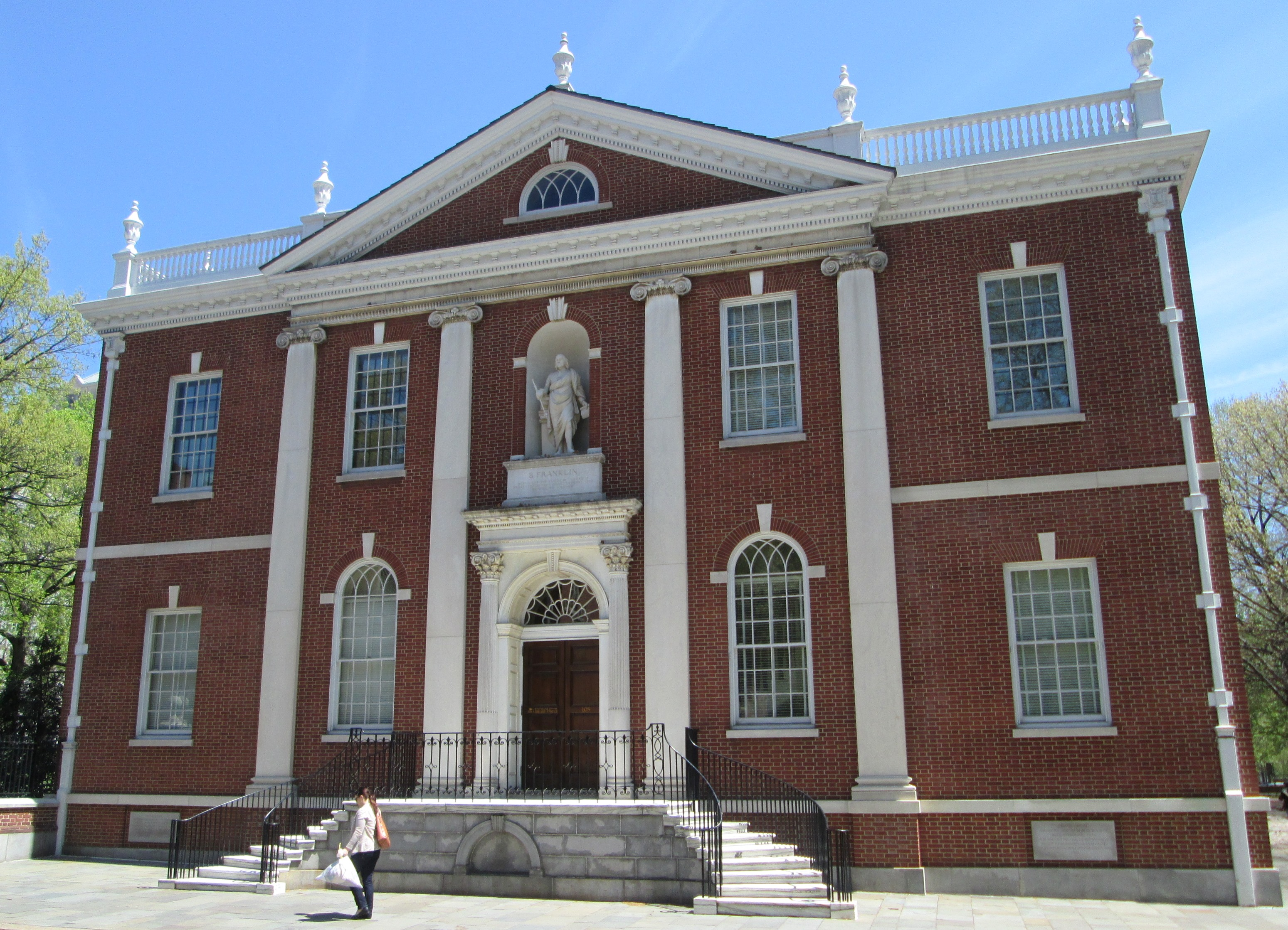
라이브러리 홀(2013)

## 건축물

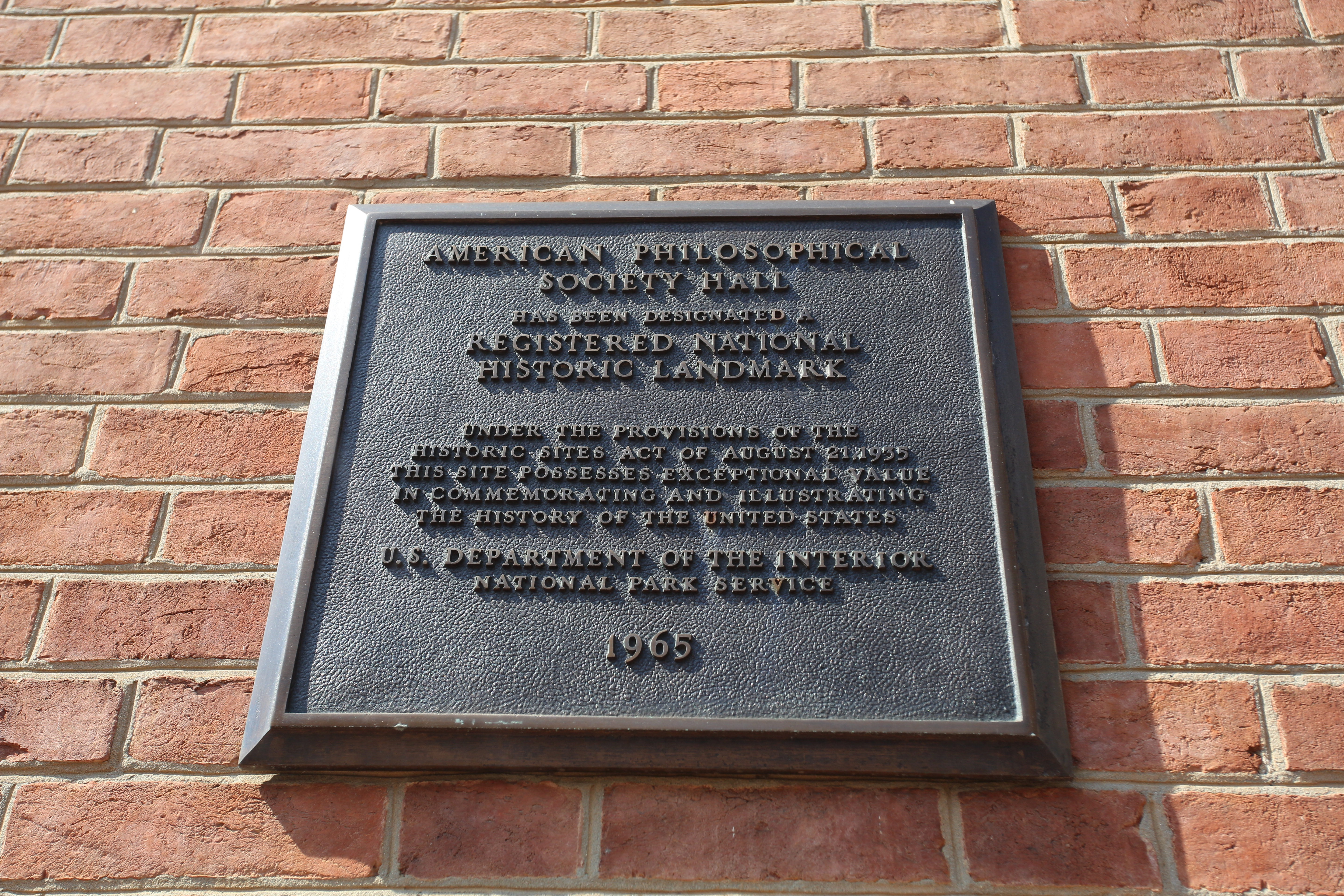
국립 역사유적지 랜드마크

## 갤러리

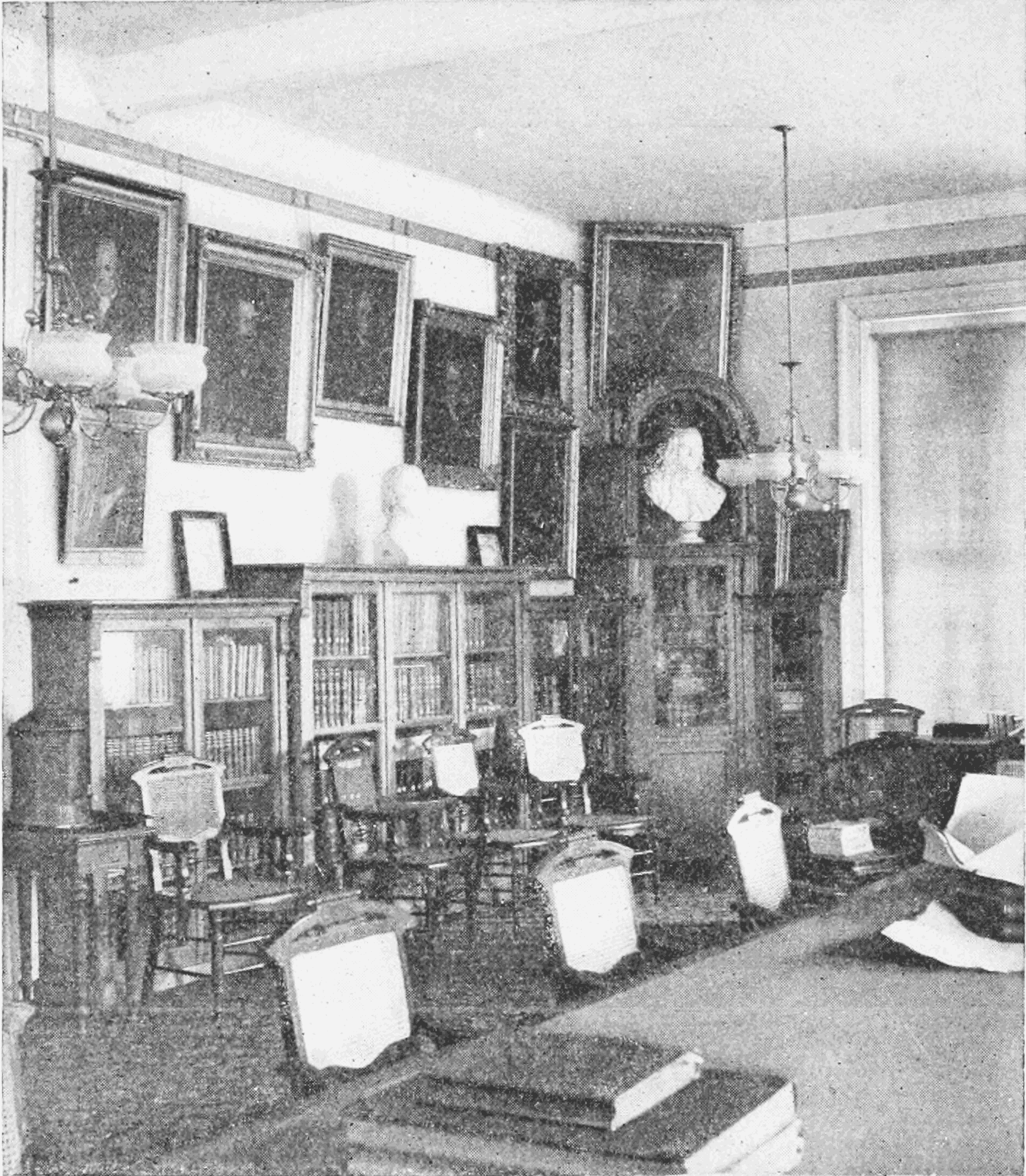
철학홀 내부
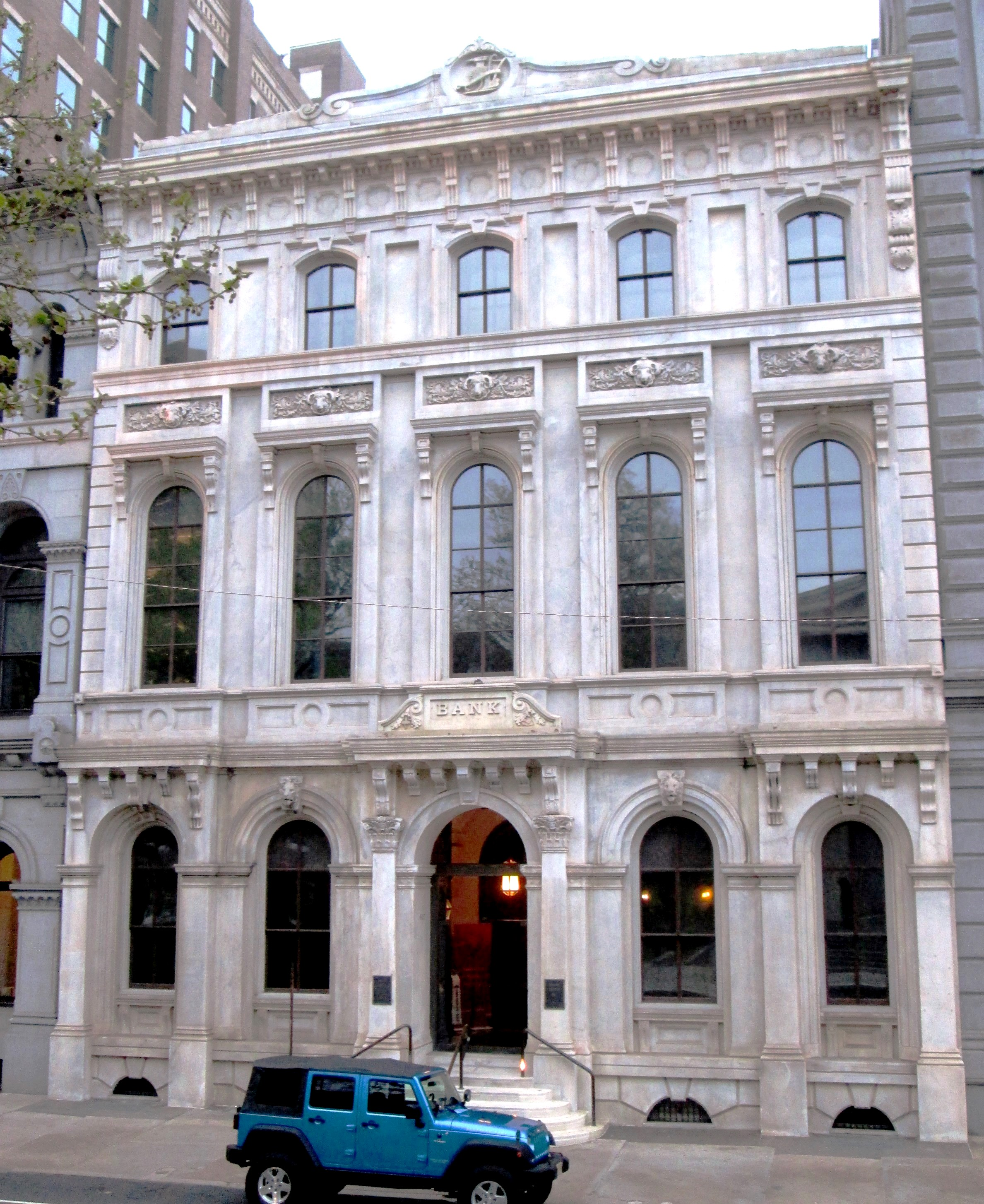
벤자민 프랭클린 홀(2013년)
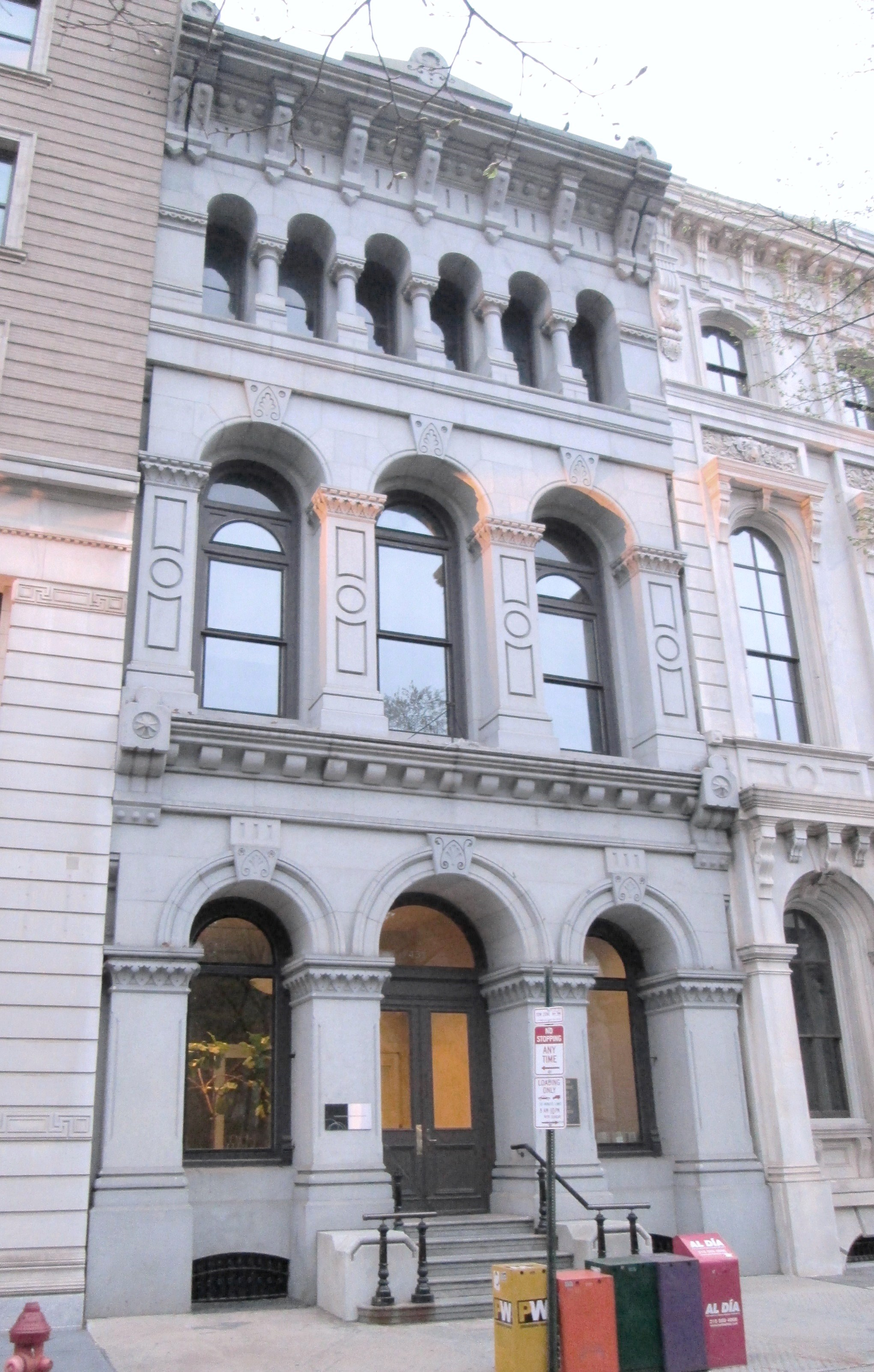
리처드슨 홀(2013년)

참고 문헌
- James, Edward T. (1971). 《Notable American Women, 1607–1950: A Biographical Dictionary》. Harvard University Press. ISBN 978-0-674-62734-5.

## 같이 보기
- 미국철학학회 회원 목록